# 남성주참외휴게소

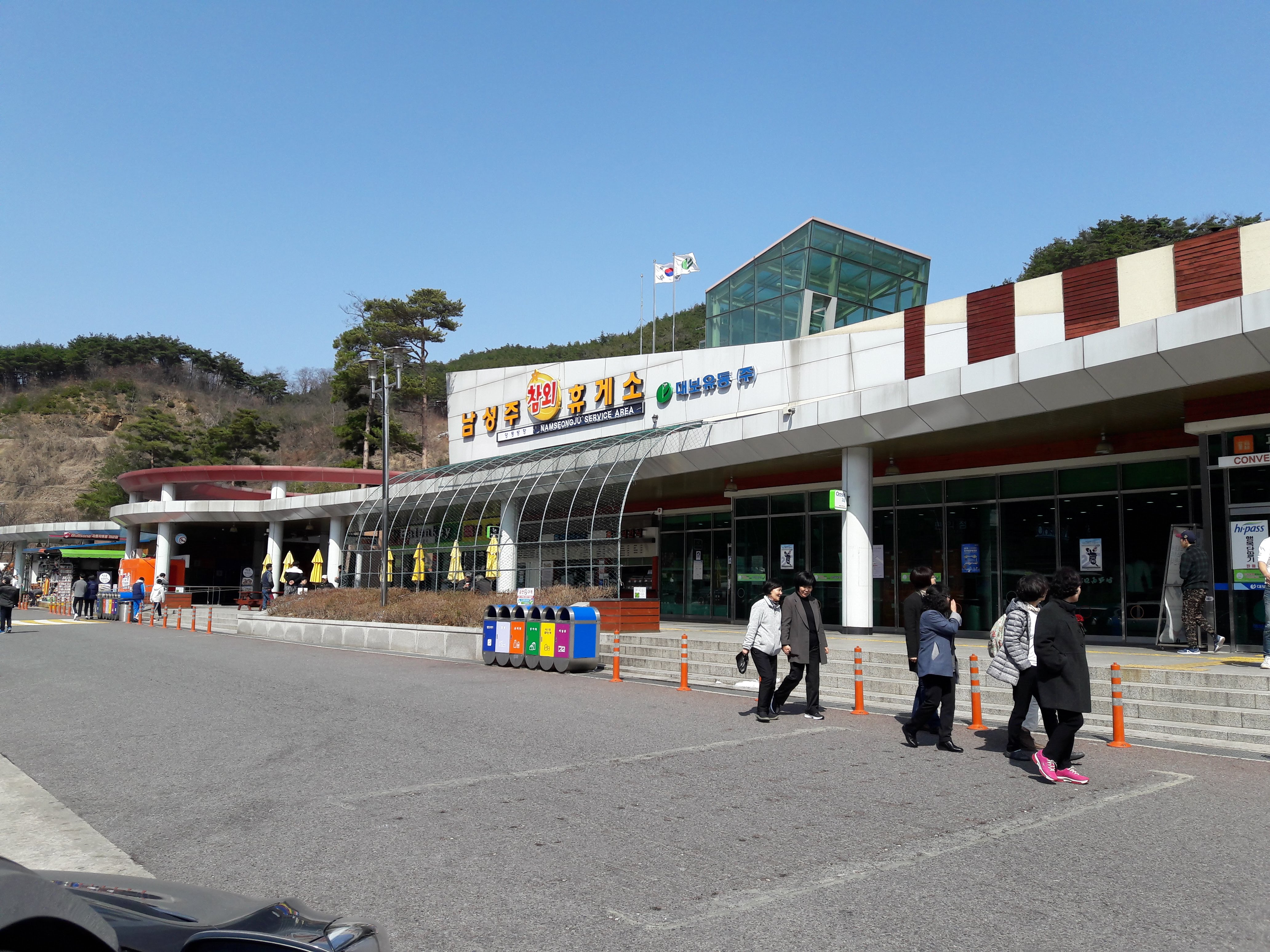
양평방향

남성주참외휴게소(南星州참외休憩所, Namseongju Chamoe Service Area)는 경상북도 성주군 용암면 본리리, 선남면 명포리에 위치한 중부내륙고속도로의 고속도로 휴게소이다. 주소는 창원 방향의 경우 경상북도 성주군 선남면 중부내륙고속도로 77, 양평 방향의 경우 경상북도 성주군 용암면 중부내륙고속도로 76이다. (주)대보유통에서 운영하고 있다. 창원 방면 휴게소는 창원 기점 76km 지점에, 양평 방면 휴게소는 창원 기점 76.4km 지점에 위치하고 있다. 2015년 7월 15일 이 휴게소에서 19.2km 떨어진 성주휴게소와 구분짓기 위해서 기존의 남성주휴게소에서 남성주참외휴게소로 명칭을 변경하였다. 이중 양평방향 휴게소는 '명품참외테마' 화장실 전문리모델을 실시하여  '명품참외테마'화장실에서 한 단계 더 상승한 행정자치부주관 한국화장실협회 주최로 전국화장실 인증심사를 통과하여 '화장실문화품질인증'(TCQ)을 획득하였다고 밝혔다.

## 시설
- 주차장
- 화장실
- 참외홍보관
- 공원
- 쉼터
- 식당가
- 편의점
- 주유소
- 충전소
- 종합안내소

## 전후
창원 방면
- 영산 휴게소 ← 남성주참외휴게소 ← 성주휴게소
- 남성주 나들목 ← 남성주참외휴게소 ← 성주 나들목

양평 방면
- 칠서휴게소 → 남성주참외휴게소 → 성주휴게소
- 남성주 나들목 → 남성주참외휴게소 → 성주 나들목